# Adolfo Zordan
Adolfo Zordan (Padova, 5 maggio 1953) è un politico italiano.

## Biografia
Laureato in sociologia.

### Attività politica
Si iscrive alla Lega Nord nel 1992. Dal 1997 al 2001 è stato assessore del Comune di Vigodarzere.
Dopo essere stato eletto consigliere comunale nel 2011, dal 2016 è sindaco di Vigodarzere, successivamente riconfermato per un secondo mandato nel 2021.
Alle elezioni politiche del 2018 viene eletto deputato alla Camera nel Collegio plurinominale Veneto 2 - 1. È stato membro e segretario dal 21 giugno 2018 al 12 ottobre 2022 della IX Commissione trasporti, poste e telecomunicazioni.